# Tiamylal
Tiamylal – organiczny związek chemiczny, pochodna kwasu barbiturowego zawierająca atom siarki, otrzymany w latach pięćdziesiątych XX wieku. Tak jak pozostałe pochodne tego kwasu, wykazuje działanie uspokajające, nasenne i przeciwdrgawkowe. Używany w celu szybkiego wywołania znieczulenia ogólnego.